# Horst Scheiblich
Horst Scheiblich (* 18. August 1921 in Berlin; † 3. Juni 1993) war ein deutscher Politiker (LDP, FDP, CDU).
Horst Scheiblich besuchte eine Oberrealschule in Berlin-Köpenick und wurde 1939 Inspektorenanwärter bei der Reichsversicherungsanstalt für Angestellte. 1941 wurde er von der Wehrmacht eingezogen und war zuletzt Verwaltungsoffizier.
Nach dem Zweiten Weltkrieg trat Scheiblich 1945 der Liberal-Demokratischen Partei Deutschlands (LDP) und 1948 dem Freien Deutschen Gewerkschaftsbund (FDGB) bei, kurze Zeit später wechselte er aber zur Unabhängigen Gewerkschaftsopposition (UGO). Er arbeitete ab 1948 im Bezirksamt Wilmersdorf. Scheiblich trat nun der Deutschen Angestellten-Gewerkschaft (DAG) bei, schließlich 1950 der Gewerkschaft Komba im Deutschen Beamtenbund (DBB). Nachdem er die FDP 1957 verlassen hatte, trat er 1960 der CDU bei.
Bei der Berliner Wahl 1971 wurde Scheiblich in das Abgeordnetenhaus von Berlin gewählt, doch im Juni 1972 schied er aus dem Parlament aus, da er von der Bezirksverordnetenversammlung im Bezirk Schöneberg zum Bezirksstadtrat für Gesundheitswesen gewählt wurde. 1978 schied er als Bezirksstadtrat aus.